# Hypericum umbellatum
Hypericum umbellatum är en johannesörtsväxtart som beskrevs av A. Kerner. Hypericum umbellatum ingår i släktet johannesörter, och familjen johannesörtsväxter. Inga underarter finns listade i Catalogue of Life.